# Słodkowski
Słodkowski (forma żeńska: Słodkowska; liczba mnoga: Słodkowscy) – polskie nazwisko. Pierwsza wzmianka o istnieniu tego nazwiska znajduje się w sporze z roku 1579 (Zofia Słodkowska wdowa po Ceceniowskim).

## Etymologia nazwiska
Kazimierz Rymut uznaje w „Nazwiskach Polaków”, że nazwisko pochodzi od rzeczownika słód, czyli ‘skiełkowane ziarno zbóż, surowiec w piwowarstwie’.
Można wywodzić je także od przymiotnika słodki, czyli:
1. odznaczający się smakiem cukru, miodu,
2. przyjemny, miły, ujmujący, rozkoszny, luby, wdzięczny, " Słownik języka polskiego ", Tom VI, str. 209.[3].

Podstawą do nazwisk są też nazwy miejscowości odnotowane trzykrotnie przez „Słownik geograficzny Królestwa Polskiego” tom X, str. 812: Słodków (1. dawna gmina Piętno, parafia Turek, 2. powiat łęczycki, 3. powiat janowski) oraz Słodkowice (par. Sławno, powiat opoczyński).

## Rody szlacheckie
- Słodkowscy herbu własnego Gnieszawa
- Słodkowscy herbu Jastrzębiec

## Demografia
Zgodnie z serwisem heraldycznym nazwiskiem tym w Polsce na początku lat 90 XX w. pod względem liczby osób o danym nazwisku zarejestrowanych w bazie PESEL posługiwało się 1208 osób. Taka liczba osób legitymujących się nazwiskiem Słodkowski plasuje je na pozycji 4658 wśród najpopularniejszych nazwisk w Polsce.

## Znani przedstawiciele
- Andrzej Słodkowski - znany reżyser i fotografik
- Antoni Stanisław Jan Słodkowski herbu Gnieszawa - kapitan - 8 pułk piechoty liniowej, odznaczony 8 czerwca 1831 Złotym Orderem Virtuti Militari[6]
- Tadeusz Słodkowski (ur. 1 grudnia 1917 Roku, Kolonia Mosty, województwo wołyńskie, zm. 17 lipca 1980 w Kościerzycach) członek grupy "Łódź" pod dowództwem Jana Tomczaka. Zastępcą jego był Stefan Kaczmarek, radiotelegrafistą Tadeusz Słodkowski., marzec 1945 roku[7][8][9]
- Wojciech Słodkowski - dziennikarz, działacz opozycyjny w PRL, wykładowca akademicki, społecznik